# Serp i molot
Serp i molot (russisch Серп и молот, deutsch Hammer und Sichel) ist ein Stummfilm des russischen Regisseurs Wladimir Gardin von 1921. Mit seiner Länge von 55 Minuten ist er einer der ersten längeren Filme der RSFSR.
Der Film wurde vollständig von der 1919 gegründeten Moskauer Filmschule produziert.

## Handlung
Der arme Bauer Iwan Gorbow lebt mit den Kindern Agascha und Pjotr in einem Dorf bei Moskau. Sachar, der Sohn von Pachom Kriwtzow, verfolgt Agascha und versucht sie zu vergewaltigen. Aber Agascha liebt den Genossen Andrei, der für Pachom Kriwtzow arbeitet. Kriwtzow kündigt Andrei und dieser geht mit Pjotr und Agascha nach Moskau. Agascha und Andrei heiraten. Es folgt der Erste Weltkrieg, der die beiden lange Zeit trennen wird und anschließend die Russische Revolution. Der Verlust eines Kindes trifft das Paar und Agascha kehrt in das Dorf zurück.

## Beurteilung
Der Film wurde bewusst simpel und technisch in der Tradition vorrevolutionärer Filme gehalten, um von der Arbeiterschaft und den Bauern verstanden werden zu können. Filme waren ein sehr neues Medium, welches von den bisher von der Kultur ausgeschlossenen Bevölkerungsschichten, den Arbeitern und Bauern, durch einfache Handlungen verständlich gemacht werden musste. Nicht viel später entstanden nach den ersten einfachen Filmen bereits bedeutende Experimentalfilme.